# Alaqua Cox
Alaqua Cox (* 13. Februar 1997 in Keshena, Wisconsin) ist eine US-amerikanische Schauspielerin.

## Leben
Cox wurde am 13. Februar 1997 im Menominee Indian Reservation in Keshena als Tochter von Elena und Bill Cox geboren. Sie ist von Geburt an gehörlos. Sie stammt von den Mahican und den Menominee ab. Sie hat drei Geschwister. Die Kinderdarstellerin Darnell Besaw ist ihre jüngere Cousine. Sie besuchte die Wisconsin School for the Deaf in Delavan. Dort spielte sie von 2014 bis 2015 sowohl im Basketballteam, als auch der Volleyballmannschaft ihrer Schule. Ende 2021 verstarb ihr Vater. Im Mai 2023 gab sie bekannt, dass sie von ihrem Verlobten ein Kind erwartet. Im Oktober 2023 wurden die beiden Eltern eines Sohnes. Aufgrund einer Amputation ihres rechten Beines ist sie auf eine Prothese angewiesen.
Im Dezember 2020 wurde bekannt, dass Cox in der Fernsehserie Hawkeye eine größere Rolle erhalten sollte. Tatsächlich stellte sie in fünf von sechs Episoden die Rolle der Antagonistin Maya Lopez dar, die am Ende der Staffel auf die Seite von Hawkeye, verkörpert von Jeremy Renner, wechselt. Von 2023 bis 2024 stellte sie erneut die Rolle der Maya Lopez in der Fernsehserie Echo dar. Dort erweckt sie übermenschliche Fähigkeiten. Beide Serien wurden zuerst auf Disney+ veröffentlicht und ihre Cousine Darnell Besaw spielt in beiden Serien jeweils ihr jüngeres Alter Ego.

## Filmografie (Auswahl)
- 2021: Hawkeye (Fernsehserie, 5 Episoden)
- 2024: Echo (Fernsehserie, 5 Episoden)